# Taiyō Koga
Taiyō Koga (古賀 太陽?, Koga Taiyō; Niigata, 28 ottobre 1998) è un calciatore giapponese, difensore del Kashiwa Reysol, di cui è capitano e della nazionale giapponese.

## Carriera
Cresciuto nel vivaio del Kashiwa Reysol, ha esordito in prima squadra nel 2017. Nel 2018 è stato ceduto in prestito all'Avispa Fukuoka, in J2 League, dove ha collezionato 21 presenze. Tornato al Kashiwa Reysol nel 2019, ha contribuito alla promozione del club in J1 League, vincendo il campionato di seconda divisione. Fino al termine della stagione 2024 ha totalizzato 261 presenze e 5 reti con la maglia del club giapponese.

### Nazionale
Ha rappresentato il Giappone U-23 tra il 2018 e il 2021, collezionando 7 presenze. Ha esordito con la nazionale maggiore il 17 dicembre 2019 in occasione dell'amichevole contro la Hong Kong.

## Caratteristiche tecniche
È un difensore centrale.

## Statistiche

### Cronologia presenze e reti in nazionale
| Cronologia completa delle presenze e delle reti in nazionale ― Giappone | Cronologia completa delle presenze e delle reti in nazionale ― Giappone | Cronologia completa delle presenze e delle reti in nazionale ― Giappone | Cronologia completa delle presenze e delle reti in nazionale ― Giappone | Cronologia completa delle presenze e delle reti in nazionale ― Giappone | Cronologia completa delle presenze e delle reti in nazionale ― Giappone | Cronologia completa delle presenze e delle reti in nazionale ― Giappone | Cronologia completa delle presenze e delle reti in nazionale ― Giappone |
| Data                                                                    | Città                                                                   | In casa                                                                 | Risultato                                                               | Ospiti                                                                  | Competizione                                                            | Reti                                                                    | Note                                                                    |
| ----------------------------------------------------------------------- | ----------------------------------------------------------------------- | ----------------------------------------------------------------------- | ----------------------------------------------------------------------- | ----------------------------------------------------------------------- | ----------------------------------------------------------------------- | ----------------------------------------------------------------------- | ----------------------------------------------------------------------- |
| 14-12-2019                                                              | Busan                                                                   | Giappone                                                                | 5 – 0                                                                   | Hong Kong                                                               | Coppa dell'Asia orientale 2019                                          | -                                                                       |                                                                         |
| 8-7-2025                                                                | Yongin                                                                  | Giappone                                                                | 6 – 1                                                                   | Hong Kong                                                               | Coppa dell'Asia orientale 2025                                          | -                                                                       |                                                                         |
| 15-7-2025                                                               | Yongin                                                                  | Corea del Sud                                                           | 0 – 1                                                                   | Giappone                                                                | Coppa dell'Asia orientale 2025                                          | -                                                                       |                                                                         |
| Totale                                                                  |                                                                         | Presenze                                                                | 3                                                                       |                                                                         | Reti                                                                    | 0                                                                       |                                                                         |

| Cronologia completa delle presenze e delle reti in nazionale ― Giappone under 23 | Cronologia completa delle presenze e delle reti in nazionale ― Giappone under 23 | Cronologia completa delle presenze e delle reti in nazionale ― Giappone under 23 | Cronologia completa delle presenze e delle reti in nazionale ― Giappone under 23 | Cronologia completa delle presenze e delle reti in nazionale ― Giappone under 23 | Cronologia completa delle presenze e delle reti in nazionale ― Giappone under 23 | Cronologia completa delle presenze e delle reti in nazionale ― Giappone under 23 | Cronologia completa delle presenze e delle reti in nazionale ― Giappone under 23 |
| Data                                                                             | Città                                                                            | In casa                                                                          | Risultato                                                                        | Ospiti                                                                           | Competizione                                                                     | Reti                                                                             | Note                                                                             |
| -------------------------------------------------------------------------------- | -------------------------------------------------------------------------------- | -------------------------------------------------------------------------------- | -------------------------------------------------------------------------------- | -------------------------------------------------------------------------------- | -------------------------------------------------------------------------------- | -------------------------------------------------------------------------------- | -------------------------------------------------------------------------------- |
| 16-1-2018                                                                        | Jiangyin                                                                         | Giappone under 23                                                                | 3 – 1                                                                            | Corea del Nord under 23                                                          | Coppa d'Asia AFC Under-23 2018                                                   | -                                                                                |                                                                                  |
| 19-1-2018                                                                        | Jiangyin                                                                         | Giappone under 23                                                                | 0 – 4                                                                            | Uzbekistan under 23                                                              | Coppa d'Asia AFC Under-23 2018                                                   | -                                                                                |                                                                                  |
| 1-6-2019                                                                         | Aubagne                                                                          | Inghilterra under 23                                                             | 1 – 2                                                                            | Giappone under 23                                                                | Torneo di Tolone 2019 - 1º turno                                                 | -                                                                                |                                                                                  |
| 9-1-2020                                                                         | Rangsit                                                                          | Giappone under 23                                                                | 1 – 2                                                                            | Arabia Saudita under 23                                                          | Coppa d'Asia AFC Under-23 2020                                                   | -                                                                                |                                                                                  |
| 26-3-2021                                                                        | Chōfu                                                                            | Giappone under 23                                                                | 0 – 1                                                                            | Argentina under 23                                                               | Amichevole                                                                       | -                                                                                | 66’                                                                              |
| 29-3-2021                                                                        | Kitakyūshū                                                                       | Giappone under 23                                                                | 3 – 0                                                                            | Argentina under 23                                                               | Amichevole                                                                       | -                                                                                | 89’                                                                              |
| 5-6-2021                                                                         | Fukuoka                                                                          | Giappone under 23                                                                | 6 – 0                                                                            | Ghana under 23                                                                   | Amichevole                                                                       | -                                                                                | 85’                                                                              |
| Totale                                                                           |                                                                                  | Presenze                                                                         | 7                                                                                |                                                                                  | Reti                                                                             | 0                                                                                |                                                                                  |

## Palmarès

### Club

#### Competizioni nazionali
- J2 League: 1

Kashiwa Reysol: 2019